# بيترو ايفانوف
بيترو ايفانوف (بالإيطالية: Pietro Ivanov)‏ (و. 1894 – 1961 م) هو مجدف إيطالي، ولد في زادار، شارك في 1923 European Rowing Championships – men's eight ‏، والتجديف في الألعاب الأولمبية الصيفية 1924 – رجال ثمانية ‏، توفي عن عمر يناهز 67 عاماً.

## روابط خارجية
- بيترو ايفانوف على موقع الاتحاد الدولي للتجديف (الإنجليزية)
- بيترو ايفانوف على موقع اللجنة الأولمبية الدولية (الإنجليزية)
- بيترو ايفانوف على موقع أوليمبيديا (الإنجليزية)
- بيترو ايفانوف على موقع اللجنة الأولمبية الإيطالية (الإيطالية)